# 3-methylpyridine
3-methylpyridine of β-picoline is een organische verbinding met als brutoformule C6H7N. De stof komt voor als een kleurloze vloeistof met een sterke geur, die mengbaar is met water. 3-methylpyridine is een zwakke organische base.

## Synthese
3-methylpyridine wordt industrieel bereid door de reactie van acroleïne met ammoniak:
{\displaystyle {\ce {2C3H4O + NH3 -> C6H7N + 2H2O}}}
Een meer efficiënte route is echter de reactie van acroleïne met propionaldehyde en ammoniak:
{\displaystyle {\ce {C3H4O + C3H6O + NH3 -> C6H7N + 2H2O + H2}}}

## Toepassingen
3-methylpyridine wordt gebruikt als precursor voor de productie van chloorpyrifos, een niet-systemisch insecticide. Het is tevens de uitgangsstof voor nicotinezuur (vitamine B3), een voor de mens noodzakelijk vitamine.